# Protix
Protix is een Nederlands bedrijf dat eiwitten en vetten produceert uit insecten voor de verduurzaming van diervoeding. Een deel van de aandelen is in handen van oprichters Kees Aarts en Tarique Arsiwalla, naast aandeelhouders Rabobank en Aqua-Spark.

## Geschiedenis
In 2012 richtte Protix het IPIFF (International Platform of Insects for Food and Feed) op om het gebruik van insecten als bron van voedingsstoffen voor menselijke consumptie en diervoeders te promoten bij beleidsmakers in Brussel.
In 2017 haalde Protix 45 miljoen euro op om de fabriek in Bergen op Zoom te bouwen. De hoog-geautomatiseerde fabriek werd op 11 juni 2019 officieel geopend. De fabriek levert jaarlijks zo'n 14.000 ton levende-larven-equivalent (LLE) en dat is voldoende om vijf miljoen zalmen van voedsel te voorzien.
Het totaal geïnvesteerd kapitaal bedraagt 70 miljoen euro. Het bedrijf beschikt over enkele tientallen patenten van het fokken tot aan het kweken en het verwerken van de larven.
Per 7 september 2021 is het gebruik van insecteneiwitten in pluimvee- en varkensvoer goedgekeurd door de Europese Unie (EU). De nieuwe wetgeving is het resultaat van werk dat Protix in 2013 startte met de oprichting van het IPIFF. Dit besluit is een gevolg van de Farm to Fork-strategie van de Europese Commissie ter bevordering van een circulair voedselsysteem met het gebruik van duurzame en lokale ingrediënten
In 2021 heeft Protix als eerste insectenproducent van de European Food Safety Agency (EFSA) EU-goedkeuringen gekregen voor Novel food dossiers voor drie insecten: sprinkhaan, meelworm en krekel. Dat betekent dat de lidstaten van de Europese Unie groen licht hebben gegeven voor de toelating van sprinkhanen, krekels en meelwormen als menselijk voedsel als onderdeel van het streven naar duurzamere landbouw en voeding.
In oktober 2023 werd een overeenkomst met het Amerikaanse Tyson Foods bekendgemaakt. Tyson Foods gaat een minderheidsbelang in Protix verwerven en levert zo een financiële bijdrage voor nieuwe investeringen. Verder gaan de twee een fabriek bouwen voor insecteneiwitten in de Verenigde Staten. Dit land staat het gebruik van deze eiwitten toe in de aquacultuur- en huisdiervoedingsindustrie en verder mogen de larven ook worden gebruikt als ingrediënten in vee- en plantenvoeding. 

## Productieproces
Lokale plantaardige bijproducten uit de voedingsindustrie worden gebruikt als voer voor de larven van de Zwarte soldatenvlieg (Hermetia illucens). Op hun beurt worden de insecten verwerkt tot ingrediënten zoals eiwit en vet in diverse voeders voor huisdieren, vissen, kippen en andere dieren. Op deze manier sluit de voedselkringloop; voedselresten worden hergebruikt en teruggebracht in de voedselketen, een circulair systeem. Insecten helpen zo overbevissing voor vismeel en boskap voor sojateelt tegen te gaan.
Door middel van algoritmes en robotica is het kweekproces van de insecten ver geautomatiseerd. 

## Prijzen
- Op 6 oktober 2021 werd Protix door het Erasmus Centre for Entrepreneurship (onderdeel van Erasmus universiteit Rotterdam) uitgeroepen tot meest Impactvolle groeier 2021[7]
- Op 19 oktober 2020 won Protix de Nederlandse Innovatie Prijs van het Amsterdam Centre for Business Innovation van de Amsterdam Business School van de UvA.[8]
- In 2015 werd Protix door het World Economic Forum geselecteerd als een van de Technology Pioneers 2015.